# Metallo (personaggio)
Metallo, il cui vero nome è John Corben, è un personaggio dei fumetti DC Comics, comunemente come avversario di Superman. È un cyborg supercriminale, la cui caratteristica principale è il suo cuore di kryptonite, una fonte di energia che utilizza anche come arma contro Superman. La sua prima apparizione risale a Action Comics n. 252 (maggio 1959).
Nel 2009, Metallo è stato classificato come il 52° più grande cattivo dei fumetti di tutti i tempi da parte di IGN.

## Biografia del personaggio

### Acciaio della Golden Age
Il Superman della Golden Age si batté contro uno scienziato senza nome che si faceva chiamare "Metalo" (da notare la scritta alternativa) che indossava un'armatura d'acciaio in una storia dal titolo "Man of Steel versus Man of Metal". Anni dopo, Superman incontrò il criminale una seconda volta in una storia dello stesso titolo. Metalo, il cui vero nome era George Grant, ebbe una nuova armatura e prese anche un siero per incrementare la sua forza fisica a livelli super umani. Espose Superman ad alcuni raggi che ridussero sensibilmente i poteri dell'eroe, dando a Metalo una forza superiore nella loro prima battaglia. Superman si diede ad una serie di lunghi esercizi e allenamenti per ricostituire i suoi poteri, riuscendo così a sconfiggere Metalo facilmente.

### Metallo della Silver Age
Metallo comparve come il robot di Jor-El che si batté contro Superboy in Superboy n. 45 (1956), ma questa versione di Metallo non è da confondere con il noto personaggio di John Corben, che sarebbe comparso più avanti nella Silver Age.
In origine, John Corben era un giornalista (e in segreto un ladro ed un assassino) che aveva appena commesso quello che lui pensava fosse un delitto perfetto. Mentre fuggiva dalla scena del crimine, Corben subì un grave incidente che maciullò il suo corpo ben oltre le possibilità di guarigione. Capitò che l'uomo si ritrovò sotto le mani dell'anziano Professor Vale, che utilizzò le sue conoscenze scientifiche per trasferire il cervello di Corben in un corpo robotico ricoperto di una pelle artificiale. Corben scoprì che la sua fonte di potere, una capsula di Uranio, sarebbe durata solo un giorno, ma gli fu detto dal Professor Vale che la kryptonite gli avrebbe fornito potere in quantità illimitata.
Dopo aver ottenuto un posto al Daily Planet, Corben tentò per un breve periodo di uscire con Lois Lane, mentre decideva che avrebbe utilizzato i suoi nuovi poteri per uccidere Superman, l'unica persona che avrebbe potuto esporre le sue cattive inclinazioni. Dopo aver preparato una trappola alla kryptonite per Superman, Corben rubò quello che lui pensava fosse un altro campione di kryptonite da un museo come nuova fonte di potere, non sapendo che in realtà era una riproduzione; questo sbaglio lo portò alla morte, e Superman, infine, riuscì a fuggire alla trappola mortale.

### Metallo della Bronze Age
Un secondo Metallo, il fratello di John, Roger Corben, debuttò in Superman n. 310 (aprile 1977). Questo Metallo fu creato da un'organizzazione segreta di nome "Skull" che trasferì il cervello di Roger in un nuovo corpo robotico, così che questi avrebbe potuto avere la sua vendetta su Superman per la morte di suo fratello. Come il Metallo precedente, anche questo era potenziato dalla kryptonite, anche questa nuova versione indossava un'armatura arancione e verde, così come un elmetto verde che si confaceva alla sua nuova identità creata via chirurgia plastica.
Questa versione di Metallo ritornò nel corso di tutta la Bronze Age. La sua comparsa finale avvenne in Che cosa è successo all'Uomo del Domani? di Alan Moore (1986).

### Metallo della Modern Age
Dopo che John Byrne riscrisse le origini di Superman nella miniserie del 1986 Man of Steel, anche a Metallo fu data una nuova storia.
Nella versione corrente, John Corben era un delinquentello da quattro soldi che fu fatalmente ferito in un incidente automobilistico, ma per sua fortuna il Professor Vale si ritrovò a lavorare su di lui. Il Professor Vale era un pioniere della robotica, e credette erroneamente che Superman fosse il primo di una serie di Kryptoniani invasori, dopo che egli trovò la navicella di Superman e tradusse in modo del tutto errato il messaggio che Jor-El lasciò a suo figlio. Vale trapiantò il cervello di Corben nel corpo di un robot, potenziato da un pezzo di meteorite di kryptonite di approssimativamente 900 grammi, e lo programmo perché uccidesse Superman. Metallo - la lega di cui era fatto il suo corpo, ed ora il suo soprannome - ringraziò il buon Professore stritolandogli il collo e uccidendolo.
Nonostante ignorasse le istruzioni di Vale, Metallo venne in conflitto con Superman in diverse occasioni, in gran parte dovuto alle sue continue attività da piccolo teppista. Successivamente, Metallo perse il suo cuore di kryptonite a beneficio di Lex Luthor, anche se il programma di alimentazione d'emergenza si attivò e permise lo stesso al criminale di scappare. Rimase una spina nel fianco di Superman, e fu sufficientemente potente da sconfiggere da solo l'intera Doom Patrol. Eppure, l'eroina indiana che si faceva chiamare Celsius riuscì a farlo saltare in aria con i suoi poteri termici. Più avanti, Metallo ottenne degli aggiornamenti del suo corpo tramite un accordo con il demone Neron. Come risultato, Metallo ora era in grado di tramutare il suo corpo in ogni forma meccanica che potesse immaginare (come tramutare le sue mani in pistole, o farsi crescere un propulsore jet sulla schiena) e proiettare la sua coscienza in ogni dispositivo tecnologico o meccanico (poteri, del resto, molto simili a quelli del Cyborg Superman). Poteva anche incrementare le sue dimensioni. Durante una battaglia, i suoi pugni giganteschi gli furono tagliati di netto e trasformati in alloggi da alcuni supereroi. In un altro incidente, Metallo venne reso ancora più instabile dal Joker ed utilizzò la sua altezza per distruggere una sopraelevata di pendolari.
Come Superman e molti altri impararono in varie occasioni, il modo più efficace di sconfiggere Metallo era quello di rimuovere il suo (largamente invulnerabile) capo ed isolarlo da altri articoli metallici.
In Superman/Batman n. 2 (novembre 2003), alcune prove insabbiate dimostravano la colpevolezza di John Corben nell'assassinio di Thomas e Martha Wayne, genitori di Bruce Wayne. Naturalmente, questo si dimostrò essere uno stratagemma creato da Lex Luthor, orchestrato al fine di adescare Superman e Batman per il confronto "finale". Successivamente, il cervello di Corben venne rimosso dal suo corpo metallico, e piazzato in una versione clonata del suo corpo originale dal Giocattolaio II (post-Crisi), Hiro Okamura, la cui famiglia inventò la lega del corpo robotico di Metallo.

### Un Anno Dopo
Un Anno Dopo gli eventi di Crisi infinita Metallo ricomparve, ora in un corpo pienamente somigliante ad uno umano con una struttura rafforzata in lega di titanio e la muscolatura in acciaio plastificato coperto con prodotti organi costretti alla crescita in una vasca da clonazione. Luthor, necessitando una vasta quantità di kryptonite, incapacitò Metallo e ne rimosse il nucleo di kryptonite. Luthor aggiornò Metallo inserendo kryptonite verde, dorata e rossa nella sua cavità toracica, che egli poteva individualmente esporre a piacimento. Metallo venne poi reclutato nella Squadra di Vendetta su Superman di Lex Luthor insieme al Parassita e a Bizzarro. Dopo che il Generale Zod e i suoi compagni kryptoniani rinnegati evasero dalla Zona fantasma, i membri della Squadra si unirono invece a Superman per sconfiggere Zod e i suoi scagnozzi. Metallo fu in grado di sconfiggere da solo sei dei kryptoniani rinnegati. Cinque di loro vennero uccisi una volta esposti alla kryptonite dorata che tolse loro i poteri nel mezzo della battaglia e che caddero verso la morte, mentre l'ultimo di loro fu esposto alla kryptonite rossa, che lo tramutò in una creatura simile ad una formica gigantesca che Metallo schiacciò a morte.
Quando Metallo ricomparve, il suo nuovo corpo sembrò essere in putrefazione. Tentò di rubare una nuova lega dalla Waynetech per rimpiazzare la propria pelle. Quando venne catturato, indicò che stava lavorando per Brainiac. Metallo fu tra i criminali che comparvero in Justice League of America Wedding Special. Lo si vide in Salvation Run dove fu bruciato dalla vista calorifica di Martian Manhunter. Più tardi venne reclutato nella Società segreta dei supercriminali di Libra, presumibilmente ricostituito.
Nella storia New Krypton, Metallo venne reclutato dal governo degli Stati Uniti per distruggere i cittadini di Kandor dopo che i nuovi kryptoniani uccisero cinque guardie carcerarie mentre facevano evadere il Parassita dalla prigione, al fine di inserire lui nella Zona Fantasma al posto loro. Ora, Metallo venne presentato come un uomo normale che indossava un'armatura di una lega di piombo, con di nuovo un cuore di kryptonite. Venne accompagnato da Reactron, un personaggio a lui molto simile, eccetto per il cuore di kryptonite. I due si fecero catturare dai kandoriani e una volta lì, esposero gli abitanti di kryptoniani ai loro cuori di kryptonite uccidendo molti di loro, e fuggendo dalla città poco dopo. Metallo e Reactron successivamente si travestirono da agenti dormienti kryptoniani, al fine di catturare Nightwing e Flamebird.

### Superman: Secret Origins
Nella miniserie Superman: Secret Origins del 2009/2010 (che rinarra le origini di Superman e del suo cast di supporto), Metallo è il Sergente John Corben. Egli lavora sotto il comando del padre di Lois Lane, il Generale Sam Lane. Il Generale Lane sta tentando di spingere sua figlia, Lois, in una relazione con Corben. Anche se i due uscirono insieme, Lois non aveva gli stessi sentimenti che lui provava per lei. Corben fu poi subito visto firmare un'opzione militare per neutralizzare Superman (con l'aiuto di un'armatura costruita dalla LexCorp). Tuttavia, nel suo primo incontro con Superman, un proiettile vagante colpì la roccia di kryptonite all'interno della sua tuta, che portò ad un'improvvisa caduta di energia all'interno della tuta da combattimento che per poco non lo uccise. Ma attraverso gli sforzi di Lex Luthor e di un gruppo di scienziati, Corben sopravvisse, in parte uomo, in parte macchina, con la roccia di kryptonite al posto del cuore. Spinto da un odio accecante verso il suo avversario alieno, divenne il criminale noto come Metallo. Metallo successivamente attaccò Superman di nuovo in una furia che non solo mise in pericolo i cittadini di Metropolis, ma anche i suoi compagni d'armi. Naturalmente, venne sconfitto da Superman ancora una volta.

## Poteri e abilità
Metallo è uno dei più grandi e mortali nemici di Superman.
Il suo corpo metallico gli offre un alto grado di protezione dagli attacchi fisici ed energetici, e i componenti bionici di Corben sono composti da una lega praticamente indistruttibile. Ha abilità potenziate e non ha più bisogno di mangiare, bere, dormire o respirare. È anche impermeabile al dolore e apparentemente immortale. Il suo cervello è ermeticamente sigillato all'interno di un teschio in lega schermata che gli fornisce un'alimentazione potenziale. Il cervello di Metallo è stato ampliato con impianti computerizzati avanzati che consentivano calcoli matematici avanzati e la formulazione di approssimazioni e stratagemmi tattici precisi per la maggior parte delle situazioni. Quando fu creato per la prima volta gli venne affibbiato un cuore di kryptonite; perdendo questo, viene sostituito con il plutonio. Metallo può generare radiazioni di kriptonite dal suo corpo a volontà che possono danneggiare gravemente Superman, in particolare dal cuore e dagli occhi.
Inoltre, a causa del suo corpo da cyborg, Metallo è instancabile e possiede forza e velocità sovrumane, sufficienti per rappresentare una sfida e persino una minaccia per gli avversari come Superman (in tal caso, sfrutta anche il potere indebolente della kryptonite oltre alla propria forza).
Metallo vendette la sua anima (o quel che ne rimase) a Neron in cambio dell'abilità di assorbire ogni oggetto o dispositivo meccanico con cui entra in contatto. Può trasformare ogni macchina nell'estensione del suo esoscheletro (tutte abilità analoghe a quelle di Cyborg Superman). Brainiac 13 aggiornò Metallo perché possa attingersi allo spettro della luce e alle frequenze energetiche. Metallo utilizzò anche la tecnologia per aggiornare il suo corpo a proporzione monolitica.
In quanto ex soldato che lavorò per la corsia generale, John Corben ha conoscenza delle operazioni e delle strutture militari. Ha attitudine in meccanica: sebbene non possa rivaleggiare con un genio tecnologico come Lex Luthor o Brainiac, il tempo trascorso da Corben con le macchine gli ha dato una conoscenza delle macchine al di sopra dell'uomo comune e una comprensione dotata di come funzionano, permettendogli di armeggiare con le loro funzioni meccaniche ancor prima di acquisire le sue capacità.

## Altre versioni
Metallo comparve nel fumetto auto conclusivo Superman: Red Son come progetto inventato dal Dr. Lex Luthor per il governo degli Stati Uniti al fine di sconfiggere Superman che, in questo fumetto, serve la Russia comunista.

## Altri media

### Serie televisive

#### Superboy
Nell'episodio "Metallo" della seconda stagione della serie televisiva Superboy, Roger Corben, un piccolo rapinatore di banche, tentò di rubare una macchina corazzata anche se aveva degli acuti dolori al petto. Superboy giunse in tempo per arrestare i rapinatori, ma il piccolo teppista ebbe un infarto e dovette essere trasportato d'urgenza all'ospedale. Dopo essere stato lì per un po', si riprese e fuggì dopo aver ucciso il proprio medico. Dopo essersene andato, ebbe un altro attacco e la sua macchina esplose dopo essere finita contro un albero. La polizia presunse che fosse morto, ma il giornalista Clark Kent non ne era sicuro. In realtà, Corben era ancora vivo. Cadde sotto le mani di un dottore pazzo che lo trasformò in un essere più macchina che uomo e che rimpiazzò il suo cuore con una fonte radioattiva potente di kryptonite. Come Metallo, Corben ebbe molte più comparse nella serie di Superboy, più specificamente nelle puntate "Super Menace", "People vs. Metallo", "Threesome" (parti 1 e 2) e "Obituary for a Super Hero".

#### Lois & Clark: Le Nuove Avventure di Superman
Nella puntata "Metallo" della seconda stagione della serie Lois & Clark - Le nuove avventure di Superman, Johnny Corben era il fidanzato di Lucy Lane e, a lei ignaro, un criminale incallito. Non solo aveva un passato criminale, ma spesso picchiava Lucy per avere del denaro. Lois tentò più volte di avvertire sua sorella che Johnny non era un brav'uomo, ma lei non ne voleva sapere. Johnny si ritrovò con una ferita da arma da fuoco quando un colpo andò storto e cadde sotto le mani del Dr. Emmett Vale, un ex scienziato della LexCorp che con l'aiuto di suo fratello Rollie, ricostruì Johnny nel corpo di un cyborg alimentato a kryptonite di nome Metallo, che cominciò a causare disastri a Metropolis. E, dato che Metallo funzionava a kryptonite, neanche Superman riusciva a sconfiggerlo. Quando Metallo rapì Clark per utilizzarlo come esca per attirare Superman, fu compito di Lois e Jimmy Olsen salvare Clark, ma niente poté salvare Metallo dopo un incontro finale con Superman, che, ora consapevole della sua fonte di potere a kryptonite, manteneva la giusta distanza, utilizzando il suo super respiro e la visione calorifica per sconfiggerlo. Emmett fu catturato, ma Rollie riuscì a fuggire con la kryptonite di Metallo, lasciando quest'ultimo senza vita.

#### Smallville
Brian Austin Green ha interpretato Metallo in tre episodi della nona stagione di Smallville. La sua prima comparsa avvenne nell'episodio iniziale della stagione Un destino diverso. In Smallville è un reporter di guerra, molto simile al John Corben della Silver Age. Come storia per questa versione, venne di recente inviato in Afghanistan. Quando incontrò Lois Lane, espresse il suo disgusto per i vigilanti, in particolare per "la macchia" (Clark Kent).
Nell'episodio successivo (Metallo), John Corben venne investito da un camion. Si risvegliò con degli innesti bionici, inclusa la matrice alimentata a kryptonite che rimpiazzò il suo cuore e che ora alimentava tutto il suo corpo. Cercò aiuto in ospedale, dove fu assistito dal Dr. Emil Hamilton, ma Corben perse il controllo quando tentarono di sedarlo. Con i nuovi poteri ottenuti dai suoi nuovi innesti, Corben cominciò a cercare "la macchia", incolpandolo della morte dell'assassinio della sorella. Successivamente si scoprì che la Macchia salvò un bus pieno di prigionieri da un incidente stradale, da cui uno di questi condannati evase e uccise la sorella di Corben. Corben sentì Lois dire alla Macchia/Clark Kent che lui era la persona evasa dall'incidente all'ospedale, così la rapì. Clark si confrontò con Corben e tentò di disabilitare i suoi circuiti cibernetici utilizzando un impulso elettromagnetico a breve raggio. Corben si riprese dall'impulso poco dopo, gettò Clark da parte e quindi ritornò ad una Lois incosciente. Clark sciolse una porta di piombo da un boiler lì vicino e lo fissò subito al torso di Corben, coprendogli il cuore. Quando Corben tentò di rimuoverlo, il cuore di kryptonite venne rimosso con esso, e sembrò così perdere la vita. Più avanti si scoprì che Tess Mercer aveva sia Corben che il cuore di kryptonite. Chiese ad uno dei suoi scienziati se Corben avesse potuto rivivere e questo rispose che dato che ormai era più macchina che uomo, semplicemente andò "offline".
Alla conclusione dell'episodio Il ritorno del giocattolaio, Tess portò il cuore di kryptonite di Metallo al criminale Giocattolaio, che all'epoca era in carcere. Lo istruì perché le dicesse come funzionava il cuore di kryptonite, cosa che lui accettò di fare.
Venne riattivato nell'episodio "Potenziamento" dopo che gli scienziati di Tess riuscirono a correggere il difetto del disegno iniziale nel cuore di kryptonite che causava il sovraccarico di adrenalina e che concludeva in psicosi. Tess intese utilizzarlo come arma di difesa contro i kandoriani, impiantando il chip di controllo che lo avrebbe reso un drone senza cervello.
A Corben fu risparmiato un simile destino quando Lois si infiltrò nella base in cui era prigioniero. Si trovava lì in missione segreta per conto della Macchia e venne scoperta. La commozione diede a Corben una possibilità di fuga dal suo imprigionamento e fuggì dalla base dopo un'esplosione. Libero dalle sue psicosi e dal controllo mentale, e sentendosi obbligato verso Lois, la salvò quando l'esplosione la lanciò giù dall'albero di un ascensore in cui si era nascosta.
Lois successivamente lo trovò nella cantina del Talon. Collassò la notte precedente quando Tess gli tolse il cuore di kryptonite per mantenerlo confinato. In quanto scettica dopo il loro precedente incontro, la rivelazione di come le salvò la vita e la scoperta del porto nel suo collo (simile a quello di Wes nel progetto Ares) Corben risultò tuttavia simpatico a Lois.

#### Supergirl
Frederick Schmidt ha interpretato Metallo in alcuni episodi della seconda stagione di Supergirl.

### Universo animato DC

#### Superman
Metallo comparve nella serie animata Superman, dove nella versione originale venne doppiato dal famoso attore Malcolm McDowell.
John Corben era un mercenario inglese che venne coinvolto in un complotto da Lex Luthor per vendere il LEXO-SKEL SUIT 5000 ad un terrorista kasniano (Luthor sapeva che il Pentagono avrebbe voluto che lui disegnasse qualcosa di più grande e migliore della tuta da combattimento che il terrorista aveva "rubato"). Corben venne catturato da Superman e messo in carcere, ma mentre si trovava dietro le sbarre contrasse una rara malattia che lo fece ammalare. Luthor gli offrì una possibilità di vita, come cyborg, facendo trapiantare il suo cervello in un corpo robotico; il Dr. Vale assistette alla procedura. Il nuovo corpo di Corben, composto di un nuovo metallo chiamato Metallo, venne alimentato da un cuore di kryptonite, che Corben riuscì ad utilizzare contro Superman per averlo portato dentro. In questa serie, Metallo è forte quanto Superman.
Inizialmente, Corben rivelò il suo nuovo corpo, ma quando capì di non avere il senso del tatto - senza alcuna differenza tra un semplice bacio o il sapore di una mela - la deprivazione sensoriale lo rese pazzo e prese a riferirsi a sé stesso come a Metallo. Quando Superman rivelò più tardi a Corben che Luthor era il motivo della sua malattia in carcere, Corben si diresse proprio da Luthor, ma nel combattimento venne gettato fuori dallo yacht di questi, e il suo corpo non galleggiante affondò.
Metallo camminò sul fondale oceanico, infine raggiungendo la costa di una piccola isola che Superman stava aiutando ad evacuare a causa di un'improvvisa eruzione vulcanica. Inizialmente, Metallo non aveva memoria di chi fosse lui o di chi fosse Superman, e fece amicizia con due bambini dell'isola (figli entrambi di un sismologo che studiava l'eruzione vulcanica). I 2 bambini lo videro come un supereroe e in un primo momento avendo perso la memoria Corben arrivò a considerare tale possibilità in quanto i 2 bimbi lo chiamavano Steel Man. Ad un certo punto, Metallo riottenne i suoi ricordi e attaccò Superman che era venuto sull'isola e ne seguì un violento combattimento tra i 2 tuttavia prima che potesse uccidere Superman i 2 bambini lo implorarono di fermarsi facendolo esitare  dall'uccidere il supereroe e seppur potesse finalmente essere migliore di ciò che era stato un tempo ed essere anche lui un eroe Corben rinnegò ciò che seppur breve tempo era stato definendo che Steel Man non esisteva più in lui, ma questo creò una distrazione che Superman sfruttò riuscendo a strappare a Metallo il cuore di kryptonite e gettarlo nella lava di un vulcano e il cyborg nel tentativo di recuperarlo venne preso di sorpresa dalla lava. Essa gli si raffreddò intorno lasciando fuori solo la testa e un braccio, mentre il resto venne intrappolato nella roccia. Incapace di liberarsi, cominciò a recitare il suo nome e la sua storia a sé stesso, così che non avrebbe più potuto dimenticarsene e in quel breve istante rimpianse di aver scelto di continuare a essere un criminale e cominciò a ripetere che lui era Steel Man dimostrando che nonostante tutto in lui esisteva un po' di bontà. Metallo fu infine salvato e riparato dall'Intergang, che lo modificò donandogli la vista a kryptonite, e facendolo ritornare così ad infastidire Superman. Nel corso del suo incontro, si batté contro Acciaio (John Henry Irons), che giunse in aiuto di Superman, e fu sconfitto da questo quando Irons frantumò il suo cuore di kryptonite con una martellata.
Metallo ricomparve ancora una volta nella stagione finale, quando utilizzò la nuova fama di Jimmy Olsen come nuovo amico di Superman per attirare il supereroe in una discarica al fine di vendicarsi. Jimmy riuscì a risolvere la situazione, quando spruzzò dell'acido da batteria nella direzione del cuore di Metallo e ne disconnesse la fonte energetica dal corpo, rendendolo così inoffensivo.

#### Justice League
Metallo comparve nell'episodio L'avvenire. Comparve come membro della Squadra di Vendetta su Superman, ma venne sconfitto da Wonder Woman e da Flash dopo aver detto a Martian Manhunter di "rendersi scarso".

#### Justice League Unlimited
Malcom McDowell riprese il suo ruolo come Metallo nella serie animata Justice League Unlimited come membro della Società Segreta di Gorilla Grodd. Lui, insieme a Silver Banshee, venne inviato in una missione a Skartaris (un'area al centro della Terra) per ottenere un'enorme roccia di kryptonite, ma furono fermati dalla Justice League quando Supergirl rimosse la sua fonte di potere di kryptonite. Fu costretto a dare loro informazioni in cambio della sua fonte di potere, ma appena prima di divulgare le informazioni, fu spento da una fonte esterna. Venne portato sulla Torre di Guardia in attesa che la sua mente fosse in condizione di fornire informazioni.
Nel set di DVD di Superman., i produttori notarono che il personaggio fu difficile da scrivere in quanto la sua fonte di potere logicamente avrebbe potuto facilmente uccidere Superman. Come risultato, la trama dovette essere cautamente cambiata per dare al supereroe mezzi credibili per sconfiggerlo.

#### The Batman
Metallo (John Corben) comparve anche nella quinta stagione della serie animata The Batman. Il suo cuore di kryptonite non è più al centro del suo torace, ma nel quadrante superiore sinistro del suo petto. In più, Metallo aveva una fonte di alimentazione alternativa che gli rendeva possibile sopravvivere senza la kryptonite. Metallo venne pagato da Lex Luthor per uccidere Superman. A causa della Kryptonite, Superman combatté una battaglia persa in partenza finché non saltarono fuori Batman e Robin. I due riuscirono a separare la kryptonite da Metallo sufficientemente a lungo da permettere a Superman di riprendersi. Dopo essersi ripreso, Superman sconfisse Metallo intrappolandolo in un compattatore idraulico, anche se fu detto che un certo tipo di batteria lo mantenne in vita. Le sue origini qui non furono spiegate.

#### Superman/Batman: Public Enemies
Metallo compare nel film animato Superman/Batman: Nemici pubblici (Superman/Batman: Public Enemies), che si basa sul fumetto di Jeph Loeb del 2003 omonimo che comparve nel fumetto Superman/Batman e nei primi due numeri della serie limitata Superman Magazine. Nel film, agisce da guardia del corpo di Luthor, adesso Presidente degli Stati Uniti, che combatte sia contro Superman che contro Batman. Dopo che i due eroi riuscirono a sfuggirgli, Metallo venne ucciso da Major Force, e la sua morte venne utilizzata per incolpare Superman.

#### Radio
L'adattamento del 1990 di The Man of Steel della BBC Radio condotto da Dirk Maggs incluse Metallo tra i personaggi principali. In questa versione, indossò la tuta da combattimento che Lex Luthor mandò contro Superman. Al fine di coprire le sue tracce, Luthor assicurò che l'interfaccia psionica era instabile, lasciando Corben in stato vegetativo. Venne salvato dal Dottor Schwarz, un ex impiegato scontento della LexCorp, che ricercò la nave spaziale che portò Superman sulla Terra e la rubò dalla fattoria dei Kent. Avendo costruito un corpo androide potenziato dalla fonte di potere di kryptonite della capsula, misero su un piano per uccidere Lex Luthor e Superman. Metallo fece il doppio gioco anche con Schwarz e gli spezzò il collo. Rapendo Lois Lane, Metallo aspettò Superman alla centrale elettrica di Two Miles Island per confrontarsi con lui. Durante la battaglia conseguente, Lex Luthor entrò e strappò a Metallo il suo cuore.

#### Videogiochi
- Malcom McDowell riprese il ruolo di Metallo in Superman: Shadow of Apokolips come boss finale per GameCube e PlayStation 2.
- Metallo è uno dei boss nel videogioco Superman Xbox.
- Metallo comparve come boss ricorrente nel videogioco Superman Returns. Nel gioco, riesce ad assumere macchine metalliche, pali della luce, ecc. per diventare una versione più forte e grande di sé stesso.
- Metallo compare come venditore nel videogioco online DC Universe Online